# Pterapogon mirifica
Pterapogon mirifica- gatunek ryby z rodzaju Pterapogon należący do rodziny apogonowatych.
Występowanie: australijskie wody przybrzeżne Oceanu Indyjskiego.